# Episodi di Transformers (prima stagione)
La prima stagione di Transformers è andata in onda negli Stati Uniti dal 17 settembre 1984 al 29 dicembre 1984 ed è composta da 16 episodi. In Italia è stata trasmessa su Euro TV dall'ottobre 1985.
Inizialmente i primi tre episodi sono stati prodotti come una miniserie a sé stante (il che spiega i codici di produzione diversi dagli altri) ma in seguito sono stati prodotti tredici ulteriori episodi.
| Nº | Codice di produzione | Titolo italiano           | Titolo italiano                              | Titolo originale                 | Prima TV USA      |
| Nº | Codice di produzione | Primo doppiaggio          | Secondo doppiaggio                           | Titolo originale                 | Prima TV USA      |
| -- | -------------------- | ------------------------- | -------------------------------------------- | -------------------------------- | ----------------- |
| 1  | MP4023               | Fuga da Cybertron         | Molto più di quel che appare - Prima parte   | More Than Meets the Eye - Part 1 | 17 settembre 1984 |
| 2  | MP4024               | La miniera di rubini      | Molto più di quel che appare - Seconda parte | More Than Meets the Eye - Part 2 | 18 settembre 1984 |
| 3  | MP4025               | Megatron                  | Molto più di quel che appare - Terza parte   | More Than Meets the Eye - Part 3 | 19 settembre 1984 |
| 4  | 700-01               | Il ponte spaziale         | Passaggio verso l'oblio                      | Transport to Oblivion            | 6 ottobre 1984    |
| 5  | 700-02               | Un nuovo amico            | In marcia per la vittoria                    | Roll for It                      | 13 ottobre 1984   |
| 6  | 700-03               | Un ricambio per Commander | Dividi e conquista                           | Divide and Conquer               | 20 ottobre 1984   |
| 7  | 700-05               | La nascita dei Dinorobot  | S.O.S. Dinobots                              | S.O.S. Dinobots                  | 27 ottobre 1984   |
| 8  | 700-08               | Lo scienziato pazzo       | Destino finale - Prima parte                 | The Ultimate Doom - Part 1       | 3 novembre 1984   |
| 9  | 700-09               | La Terra in crisi         | Destino finale - Seconda parte               | The Ultimate Doom - Part 2       | 10 novembre 1984  |
| 10 | 700-10               | La resa dei conti         | Destino finale - Terza parte                 | The Ultimate Doom - Part 3       | 17 novembre 1984  |
| 11 | 700-07               | Il meteorite              | La guerra dei Dinobots                       | War of the Dinobots              | 24 novembre 1984  |
| 12 | 700-11               | Astrum il traditore       | Conto alla rovescia per l'estinzione         | Countdown to Extinction          | 1º dicembre 1984  |
| 13 | 700-04               | Tra i ghiacci             | Fiamme nei cieli                             | Fire in the Sky                  | 8 dicembre 1984   |
| 14 | 700-13               | Il duello                 | Il duello                                    | Heavy Metal War                  | 15 dicembre 1984  |
| 15 | 700-06               | Il segreto degli Incas    | Fuoco sulla montagna                         | Fire on the Mountain             | 22 dicembre 1984  |
| 16 | 700-12               | Gli Insector              | La piaga degli Insecticons                   | A Plague of Insecticons          | 29 dicembre 1984  |

## Fuga da Cybertron
- Titolo originale: More Than Meets the Eye - Part 1
- Titolo italiano secondo doppiaggio: Molto più di quel che appare - Prima parte
- Scritto da: George Arthur Bloom
- Codice di produzione: MP4023
- Prima TV Stati Uniti: 17 settembre 1984

Sul pianeta Cybertron, popolato da robot alieni in grado di trasformarsi in veicoli o altri oggetti, è in corso da tempo una guerra tra due fazioni di autoctoni: gli Autobot, comandati da Optimus Prime, e i malvagi Decepticon, comandati da Megatron. Dato che questi ultimi hanno ormai esaurito quasi tutta l'energia disponibile per il pianeta, chi dei due gruppi riuscirà a trovarne di nuova sarà destinato a vincere. Un giorno, mentre i due comandanti, accompagnati da altri membri, si scontrano su due astronavi nello spazio, perdono entrambi il controllo dei propri mezzi, cadendo sulla Terra e danneggiandosi, perdendo i sensi. Dopo quattro milioni di anni, ai giorni nostri, le astronavi riparano i robot, donando loro la capacità di tramutarsi in mezzi di trasporto del pianeta in questione. I Decepticon, cercando nuove fonti di energia, attaccano una piattaforma petrolifera con alcuni lavoratori, e così gli Autobot tentano di salvarli.

## La miniera di rubini
- Titolo originale: More Than Meets the Eye - Part 2
- Titolo italiano secondo doppiaggio: Molto più di quel che appare - Seconda parte
- Scritto da: George Arthur Bloom
- Codice di produzione: MP4024
- Prima TV Stati Uniti: 18 settembre 1984

Megatron e Optimus Prime combattono sulla diga di Sherman

Dall'attacco alla piattaforma petrolifera gli Autobot salvano un ragazzo di nome Spike e suo padre Sparkplug, e i due fanno amicizia coi robot. Successivamente due Decepticon riescono a intrufolarsi nella base degli Autobot e, usando il loro elaboratore Teletraan I, riescono a individuare le fonti d'energia più vicine. Provano così ad attaccare una diga, la diga di Sherman, per sfruttarne l'energia idroelettrica, ma vengono fermati dagli Autobot. I Decepticon prendono così energia da un giacimento di rubini per formare dei cubi di energon, il loro principale carburante. Tuttavia Starscream, un Decepticon che ha con Megatron un rapporto di rivalità, spreca troppa energia per controllare la potenza dei cubi, e così il gruppo deve trovare un altro giacimento di rubini. Entrano così in una miniera, e gli Autobot decidono di intrappolarli dentro facendo crollare l'entrata usando una bomba, ma prima mandano uno di loro, Bumblebee, assieme a Sparkplug, a controllare la posizione esatta dei nemici. I due vengono però catturati dai rivali e Optimus Prime, preoccupato per il loro ritardo, va a controllare la situazione, rimanendo colpito dall'esplosione della bomba.

## Megatron
- Titolo originale: More Than Meets the Eye - Part 3
- Titolo italiano secondo doppiaggio: Molto più di quel che appare - Terza parte
- Scritto da: George Arthur Bloom
- Codice di produzione: MP4025
- Prima TV Stati Uniti: 19 settembre 1984

Bumblebee e il padre di Spike vengono ritrovati e Optimus Prime si riprende dall'esplosione, ma i Decepticon, rimasti intrappolati, riescono presto a fuggire. Gli Autobot rapiscono un nemico, Ravage, e hanno un piano: fanno in modo che Ravage ascolti una conversazione in cui viene detto che è stata individuata una riserva di carburante per razzi a una determinata posizione, e successivamente fanno in modo che il Decepticon evada, dando le coordinate, in realtà false, ai suoi compagni. I Decepticon, tuttavia, si rendono conto dell'inganno e, mentre Megatron depista gli Autobot, gli altri attaccano una base missilistica per rubare il carburante. Dopo aver preso il carburante necessario, i Decepticon si preparano a partire per Cybertron, ma Mirage, un Autobot, è riuscito a intrufolarsi di nascosto nella loro astronave, riuscendo così a far cadere il veicolo in mare, facendo sì che i nemici sprofondino sott'acqua. In seguito all'accaduto, i governi del mondo decidono di dare agli Autobot il carburante necessario per il loro ritorno a Cybertron.

## Il ponte spaziale
- Titolo originale: Transport to Oblivion
- Titolo italiano secondo doppiaggio: Passaggio verso l'oblio
- Scritto da: Dick Robbins e Bryce Malek
- Codice di produzione: 700-01
- Prima TV Stati Uniti: 6 ottobre 1984

Nonostante gli Autobot credano di aver sconfitto definitivamente i Decepticon, questi ultimi sono in realtà sopravvissuti costruendo un'abitazione sott'acqua. I Decepticon attaccano una centrale elettrica, provocando una mancanza d'energia in città e procurandosi così dei cubi di energon. Attivano poi un "ponte spaziale", ovvero un collegamento tra la Terra e Cybertron per poter raggiungere in breve tempo il loro pianeta natale e portarci i cubi di energon. Spike e Bumblebee li scoprono e vengono fatti prigionieri, ma l'Autobot viene rilasciato, dopo che gli è stata però modificata la memoria. Così facendo raggiunge i suoi compagni ma dà loro una posizione sbagliata sul luogo in cui si trovano i Decepticon. Gli Autobot si accorgono dell'inganno e raggiungono i loro nemici, che vogliono usare Spike come cavia per il ponte spaziale. Gli Autobot riescono a salvare il ragazzo mentre Megatron finisce nel ponte spaziale. Optimus Prime e la sua squadra sperano che Megatron si sia perduto nello spazio, ma in realtà ha raggiunto con successo Cybertron.

## Un nuovo amico
- Titolo originale: Roll for It
- Titolo italiano secondo doppiaggio: In marcia per la vittoria
- Scritto da: Douglas Booth
- Codice di produzione: 700-02
- Prima TV Stati Uniti: 13 ottobre 1984

Chip, un amico di Spike particolarmente intelligente, è riuscito ad aiutare degli scienziati a trovare una formula per l'antimateria. Megatron vorrebbe impossessarsene, e così, quando attacca il laboratorio in cui ha lavorato Chip, uno degli scienziati cancella i dati sulla formula, dopo averli trasferiti sul PC di Chip. I Decepticon vanno a casa di Chip, ma quest'ultimo ha eliminato i dati della formula dopo averli imparati a memoria. I Decepticon tuttavia lo catturano e uno di loro, Soundwave, riesce a leggergli la mente, scoprendo la formula dell'antimateria. I Decepticon vorrebbero usare l'antimateria per scopi malvagi, ma gli Autobot, grazie anche all'aiuto di Chip, riescono a fermarli.

## Un ricambio per Commander
- Titolo originale: Divide and Conquer
- Titolo italiano secondo doppiaggio: Dividi e conquista
- Scritto da: Donald F. Glut
- Codice di produzione: 700-03
- Prima TV Stati Uniti: 20 ottobre 1984

## La nascita dei Dinorobot
- Titolo originale: S.O.S. Dinobots
- Titolo italiano secondo doppiaggio: S.O.S. Dinobots
- Scritto da: Donald F. Glut
- Codice di produzione: 700-05
- Prima TV Stati Uniti: 27 ottobre 1984

Dopo che Spike parla agli Autobot dei dinosauri, poco intelligenti ma molto forti, Wheeljack e Ratchet, l'inventore e il medico del gruppo, decidono di costruire dei robot che, anziché trasformarsi in veicoli, prendano le sembianze di dinosauri, così da diventare più potenti. Vengono così creati i Dinobot: Grimlock il tirannosauro, Slag il triceratopo e Sludge il brontosauro. Tuttavia i tre che, come i veri dinosauri, non sono molto intelligenti, portano solo distruzione, così vengono disattivati e rinchiusi in una caverna in modo che non possano causare ulteriori danni.
Nel frattempo i Decepticon attaccano una centrale idroelettrica, e molti Autobot, accorsi per fermarli, si trovano in difficoltà, finendo nel fiume vicino alle cascate e rimanendo vittime della sua corrente. Wheeljack, uno dei pochi Autobot rimasti, decide così di riattivare i Dinobot, ai quali ha aggiunto un sistema per aumentare la loro intelligenza (che comunque non arriva ai livelli di un cybertroniano normale). I Dinobot riescono a salvare gli Autobot e a sconfiggere i Decepticon, così Optimus Prime decide di lasciarli attivi e accoglierli nella squadra.

## Lo scienziato pazzo
- Titolo originale: The Ultimate Doom - Part 1
- Titolo italiano secondo doppiaggio: Destino finale - Prima parte
- Scritto da: Dick Robbins (soggetto), Bryce Malek (soggetto), Douglas Booth (soggetto) e Larry Strauss (soggetto e sceneggiatura)
- Codice di produzione: 700-08
- Prima TV Stati Uniti: 3 novembre 1984

Megatron distrae gli Autobot con un attacco in India per poter rapire Sparkplug. Il dottor Arkeville, uno scienziato pazzo umano che si è alleato con Megatron, mette nel collo di Sparkplug una piccola piastra elettronica di sua invenzione, che trasforma il padre di Spike in uno schiavo al servizio di Megatron. Il capo dei Decepticon vuole utilizzare il ponte spaziale per trasportare l'intero pianeta Cybertron vicino alla Terra, in modo che lo sbalzo gravitazionale tra i due pianeti generi moltissima energia, anche se porterebbe immense catastrofi naturali. Gli Autobot raggiungono i Decepticon per tentare di fermarli, ma i suddetti liberano un gruppo di schiavi umani (tra cui Sparkplug), e gli Autobot, non volendo ferire delle persone innocenti, non possono fare nulla. Alla fine il ponte spaziale viene attivato, così Cybertron si avvicina pericolosamente alla Terra.

## La Terra in crisi
- Titolo originale: The Ultimate Doom - Part 2
- Titolo italiano secondo doppiaggio: Destino finale - Seconda parte
- Scritto da: Dick Robbins (soggetto), Bryce Malek (soggetto), Douglas Booth (soggetto) e Earl Kress (soggetto e sceneggiatura)
- Codice di produzione: 700-09
- Prima TV Stati Uniti: 10 novembre 1984

Mentre gli Autobot, malridotti, corrono ai ripari, Megatron riesce ad accumulare moltissima energia. Tuttavia, sia gli Autobot che i Decepticon sono in difficoltà a causa dei cataclismi che avvengono sulla Terra. Dato che Sparkplug viene portato su Cybertron, Spike e alcuni Autobot atterrano sul suddetto pianeta per salvarlo, ma il padre del ragazzo, ancora schiavo di Megatron, accende un allarme che avverte i Decepticon.

## La resa dei conti
- Titolo originale: The Ultimate Doom - Part 3
- Titolo italiano secondo doppiaggio: Destino finale - Terza parte
- Scritto da: Dick Robbins (soggetto), Bryce Malek (soggetto), Douglas Booth (soggetto) e Leo D. Paur (soggetto e sceneggiatura)
- Codice di produzione: 700-10
- Prima TV Stati Uniti: 17 novembre 1984

Gli Autobot non riescono a salvare Sparkplug, ma scoprono che gli esseri umani sono stati schiavizzati grazie all'invenzione di Arkeville, così Wheeljack crea un dispositivo per liberare gli umani dal loro stato di schiavitù, grazie al quale Sparkplug torna normale. Gli Autobot attaccano così i Decepticon, liberando gli schiavi, ma Megatron e la sua fazione fuggono con un'astronave trasportando un'enorme quantità di cubi di energon. Gli Autobot però sparano ripetutamente sull'astronave che, essendo piena di energon esplosivo, scoppia, facendo così spostare Cybertron e salvando la Terra. Megatron, tuttavia, è sopravvissuto.

## Il meteorite
- Titolo originale: War of the Dinobots
- Titolo italiano secondo doppiaggio: La guerra dei Dinobots
- Scritto da: Donald F. Glut
- Codice di produzione: 700-07
- Prima TV Stati Uniti: 24 novembre 1984

Chip scopre che una meteora si schianterà sul suolo terrestre, e gli Autobot temono che i Decepticon vogliano prendere il relativo meteorite e usarlo come fonte d'energia. Optimus Prime chiede perciò a Grimlock, Slag e Sludge di fare da guardia al meteorite ma Megatron riesce a convincerli a non ubbidire al loro capo, sostenendo che loro tre siano più forti e più degni di comandare. I Decepticon riescono così a rubare il meteorite, mentre Wheeljack scopre che il suddetto è altamente esplosivo, e potrebbe perciò portare a grossi danni se esplodesse. Optimus va quindi dai Dinobot per distruggere il meteorite, solo per scoprire che i tre non lo riconoscono più come capo. Snarl e Swoop, due nuovi Dinobot, vengono mandati a occuparsi del meteorite che, infine, esplode, non provocando però molti danni. Grimlock, Slag e Sludge, visto l'accaduto, tornano a pensare che il capo migliore sia Optimus Prime, e decidono quindi di tornare a seguire i suoi ordini.

## Astrum il traditore
- Titolo originale: Countdown to Extinction
- Titolo italiano secondo doppiaggio: Conto alla rovescia per l'estinzione
- Scritto da: Reed Robbins e Peter Salas
- Codice di produzione: 700-11
- Prima TV Stati Uniti: 1º dicembre 1984

## Tra i ghiacci
- Titolo originale: Fire in the Sky
- Titolo italiano secondo doppiaggio: Fiamme nei cieli
- Scritto da: Dick Robbins, Bryce Malek e Alfred A. Pegal
- Codice di produzione: 700-04
- Prima TV Stati Uniti: 8 dicembre 1984

## Il duello
- Titolo originale: Heavy Metal War
- Titolo italiano secondo doppiaggio: Il duello
- Scritto da: Donald F. Glut
- Codice di produzione: 700-13
- Prima TV Stati Uniti: 15 dicembre 1984

Megatron sfida Optimus Prime a un duello cybertroniano, per cui, dopo una lotta tra i due, il perdente dovrà esiliarsi con tutta la relativa fazione nello spazio profondo, lasciando la strada libera agli altri. Tuttavia Megatron, in segreto, utilizza un macchinario per prendere parte della forza degli altri Decepticon, cosa che sarebbe però vietata dalle regole della sfida. Grazie a questo stratagemma Megatron riesce a vincere e, mentre Optimus Prime non può che dichiararsi sconfitto, i Constructicon, un gruppo di Decepticon, entrano nel quartier generale degli Autobot per tentare di distruggere Teletraan I, venendo però fermati dai Dinobot.
Gli Autobot si sono ormai rassegnati all'idea di lasciare per sempre la Terra, ma Teletraan I, analizzando le ferite riportate da Optimus, nota che i colpi da lui subiti contengono l'energia di numerosi Decepticon. Gli Autobot si rendono così conto che Megatron non ha tenuto fede alle regole, invalidando così la propria vittoria, e così attaccano i Decepticon, riuscendo a metterli fuori gioco.

## Il segreto degli Incas
- Titolo originale: Fire on the Mountain
- Titolo italiano secondo doppiaggio: Fuoco sulla montagna
- Scritto da: Douglas Booth
- Codice di produzione: 700-06
- Prima TV Stati Uniti: 22 dicembre 1984

## Gli Insector
- Titolo originale: A Plague of Insecticons
- Titolo italiano secondo doppiaggio: La piaga degli Insecticons
- Scritto da: Douglas Booth
- Codice di produzione: 700-12
- Prima TV Stati Uniti: 29 dicembre 1984